# Live Larsdatter
Live Larsdatter (Kastrup, 6 agosto 1575 – Copenaghen, 9 luglio 1698) è stata una farmacista danese, assistente dell'astronomo Tycho Brahe e della sorella, la scienziata Sophie Brahe.

## Biografia
Nacque, secondo il suo certificato di battesimo, il 6 agosto 1575 a Kastrup, nei pressi di Copenaghen.
Fu battezzata nella chiesa locale.
Farmacista, apprese nozioni di chimica, medicina e chirurgia; esperta nella preparazione di medicamenti, fu assistente di Tycho Brahe, con cui eseguì alcuni esperimenti chimici.
Dopo la morte dell'astronomo fu assistente della sorella di questi, anch'ella dotata, secondo l'abate Pierre Gassendi, di straordinarie conoscenze in campo matematico e scientifico. Sperimentò unguenti, e fu creatrice di un celeberrimo "cerotto miracoloso".
Negli anni novanta del Seicento ricevette il sostegno economico del re di Danimarca Cristiano V, il quale commissionò un dipinto a sue spese che la raffigura; risalente al 1691, fu eseguito ad olio dal pittore olandese del Secolo d'oro Pieter van der Hulst.
Morì a Copenaghen il 9 luglio 1698, alla presunta età di 122 anni e 337 giorni.